# Augusta Gregory
Augusta Gregory (nata Isabella Augusta Persse) (Roxborough, 15 marzo 1852 – Galway, 22 maggio 1932) è stata una scrittrice, drammaturga e folklorista irlandese.

## Biografia
Il suo lavoro contribuì in modo determinante alla definizione della moderna identità della nazione irlandese. Fu legata in modo speciale a William Butler Yeats, con il quale intrattenne uno scambio intellettuale e umano trentennale. Con Yeats, Edward Martyn e John Millington Synge fu cofondatrice dell'Irish Literary Theatre e dell'Abbey Theatre. Compose numerose opere teatrali qui rappresentate, nonché importanti saggi sulla cultura tradizionale irlandese, ri-narrando la mitologia fiabesca delle campagne dell'Irlanda occidentale.
La sua celebre tenuta a Coole Park, nella contea di Galway, fu sede e punto di incontro di varie figure di spicco del Rinascimento irlandese, e qui visse per lunghi periodo lo stesso Yeats, componendovi suoi celebri lavori.
Lady Gregory fece proprio il motto aristotelico di "pensare come i saggi, ma esprimersi come il popolo", traducendolo nel contesto della ricerca antropologica, folklorica e spirituale della tradizione mitologico-fiabesca della campagna irlandese.

## Opere principali
- Visions and beliefs in the west of Ireland
- Gods and Fighting Men
- The story of the Tuatha de Danaan and of the Fianna of Ireland
- The Kiltartan History Book
- The Kiltartan Poetry Book
- New Comedies
- Poets and Dreamers
- Studies and translations from the Irish
- Seven Short Plays
- Three Wonder Plays
- The Unicorn from the Stars and Other Plays

### Opere tradotte in italiano
- La mela d'oro: fiaba teatrale per i giovani di Kiltartan, Trauben, 2005
- La saga di Cuchulain di Muirthemne: la storia degli uomini del Ramo rosso dell'Ulster, Prefazione di William Butler Yeats, Nord, 2000
- Dei e Guerrieri irlandese, Studio Tesi 1985